# مالایا رچکا
مالایا رچکا (به لاتین: Malaya Rechka) یک منطقهٔ مسکونی در روسیه است که در سرزمین آلتای واقع شده‌است.